# هوهایشوایلر
هوهایشوایلر (به آلمانی: Höheischweiler) یک شهر در آلمان است که در زودوستپفالتس واقع شده‌است. هوهایشوایلر ۹۵۸ نفر جمعیت دارد.